# Linnepressning
Linnepressning innebär att man valsar papper mellan valsar med en ojämnt strukturerad yta, som ska efterlikna en linneväv. Papperet blir då inte längre fullständigt slätt och blankt, utan får en viss relief på ytan som påminner om en linnevävs yta.
Linnepressning används till exklusiva brevpapper med mera.